# 콘티넨털 항공
컨티넨탈 항공(영어: Continental Airlines)은 1934년에 설립된 미국의 항공사로 본사는 텍사스주 휴스턴에 위치해 있으며 허브 공항은 괌의 앤토니오 B. 원 팻 국제공항, 클리블랜드 홉킨스 국제공항, 텍사스주의 조지 부시 인터콘티넨털 공항, 뉴어크 리버티 국제공항이 있으며 계열사는 콘티넨털 미크로네시아, 콘티넨털 커넥션, 콘티넨털 익스프레스가 있다. 또한 저가 항공사인 익스프레스 잭 항공의 지분도 보유하고 있다.

## 역사
1934년 텍사스주 엘패소에서 바니스피드 항공(영어: Varney Speed Lines)으로 설립하였다. 항공사 이름은 당시 소유주였던 월터 T.바니(영어: Walter T.Varney)에서 따왔다. 같은 해 7월 15일 운항을 시작하였으며 1937년 현재의 이름으로 바뀌었고 1953년 12월 파이어니어 항공을 인수했다. 1982년 텍사스 항공이 인수한 이후 텍사스주 휴스턴에 본사를 두고 있다. 1983년과 1994년에 파산 직전에 몰렸지만 이후 회복했다. 1987년 경영난에 실달린 미국의 저가 항공사인 피플 익스프레스 항공과 합병 했으며 2005년 대한항공, 아에로멕시코, 에어프랑스, 델타 항공이 주도하고 있던 스카이팀에 가입했으나 2009년 10월 27일 탈퇴하고 스타 얼라이언스에 가입하였다. 2010년 유나이티드 항공과 합병을 선언했으며 2011년 11월 30일 해당 합병안은 미국 연방 항공국에 의해 최종 승인 되면서 유나이티드 항공과 합병이 완료되었다. 2012년 3월 현재 단일 운영 증명서와 체크인 및 상용 전단지 프로그램의 경우 양 사간의 통합 작업이 완료되었다.

## 운항 노선
- 2011년 11월 기준으로 당시 콘티넨털 항공은 다음과 같은 노선을 운항하고 있었다.

### 코드쉐어 협정
- 콘티넨털 항공은 다음과 같은 항공사와 코드쉐어 협정을 하고 있었다.[2]

| - 아에로마르 - 아비앙카 항공 - 케이프 에어 - 코파 항공 - 코파 항공 콜롬비아 | - 에바 항공 - 하와이안 항공 - 아이슬란드 항공 - TACA 항공 (스타 얼라이언스 - 회원 예정) - 암트랙 |

## 보유 기종
- 2012년 3월 기준으로 콘티넨털 항공은 유나이티드 항공과 합병 전까지 다음과 같이 보유해 왔다.[4]

## 자회사

### 콘티넨탈 미크로네시아
- 콘티넨탈 미크로네시아(영어: Continental Micronesia)는 콘티넨탈 항공의 자회사로 마리아나 제도에 위치한 괌섬을 거점으로 하는 항공사로 괌의 앤토니오 B. 원 팻 국제공항을 거점으로 하여 마리아나 제도, 폴리네시아, 동아시아, 동남아시아, 오스트레일리아, 하와이 등지로 운항했다. 2010년에 12월 22일에 자회사인 콘티넨탈 항공으로 흡수 후 합병이 이루어지긴 했으나 법인상으로 여전히 잔존하고 있다.

### 콘티넨탈 커넥션
- 콘티넨탈 커넥션(영어: Continental Connection)은 콘티넨탈 항공을 위해 4개의 지역 항공사가 운항하고 있는 명칭으로 이에 참여하는 항공사 콘티넨탈 항공의 편명으로 콘티넨탈 항공의 허브 공항과 지방 공항 노선을 소형 항공기를 운항했다. 하지만 2011년 11월 30일에 유나이티드 항공과 합병되면서 유나이티드 익스프레스로 통합했다.

### 콘티넨탈 익스프레스
- 콘티넨탈 익스프레스(영어: Continental Express)는 콘티넨탈 항공을 위해 2개의 지역 항공사가 운항하고 있는 명칭으로 이에 참여하는 항공사 콘티넨탈 항공의 편명으로 콘티넨탈 항공의 허브 공항과 지방 공항 노선을 소형 항공기와 151개의 노선과 220대의 항공기로 운항했다. 하지만 2011년 11월 30일에 유나이티드 항공과 합병되면서 유나이티드 익스프레스로 통합했다.

### 콘티넨탈 라이트
- 콘티넨탈 라이트(영어: Continental Lite)는 콘티넨탈 항공의 자회사이자 미국의 저가 항공사로 1993년에 설립했으나 노동조합의 취항 거부로 1995년에 파산되었다.

### 기타 자회사
- 콘티넨탈 웨스트(영어: Continental West)

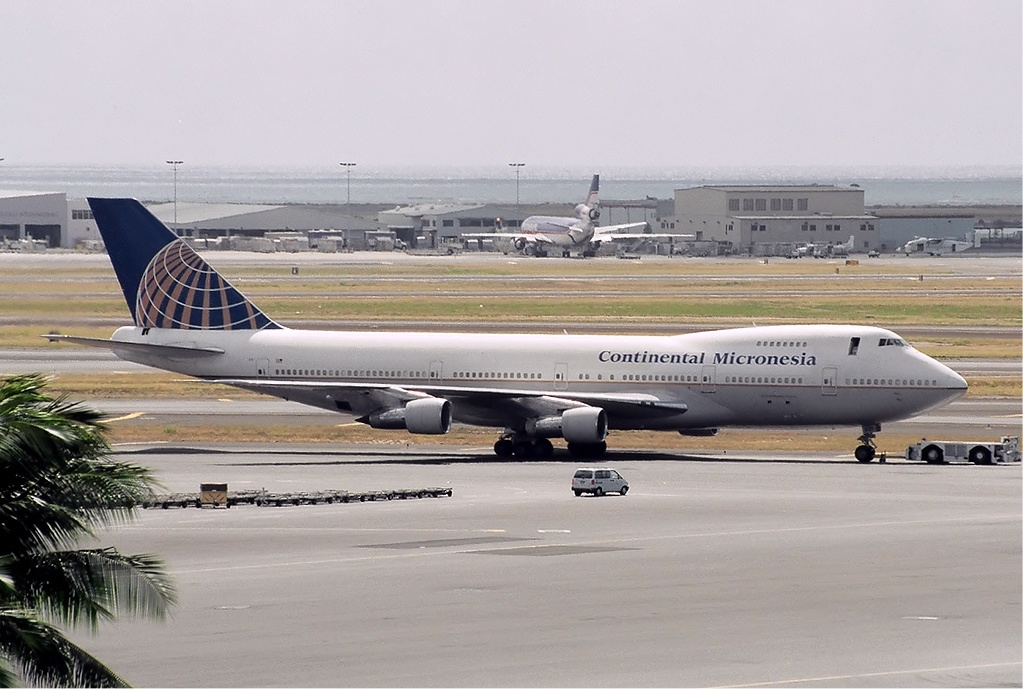
콘티넨탈 미크로네시아의 보잉 747-200 (퇴역)

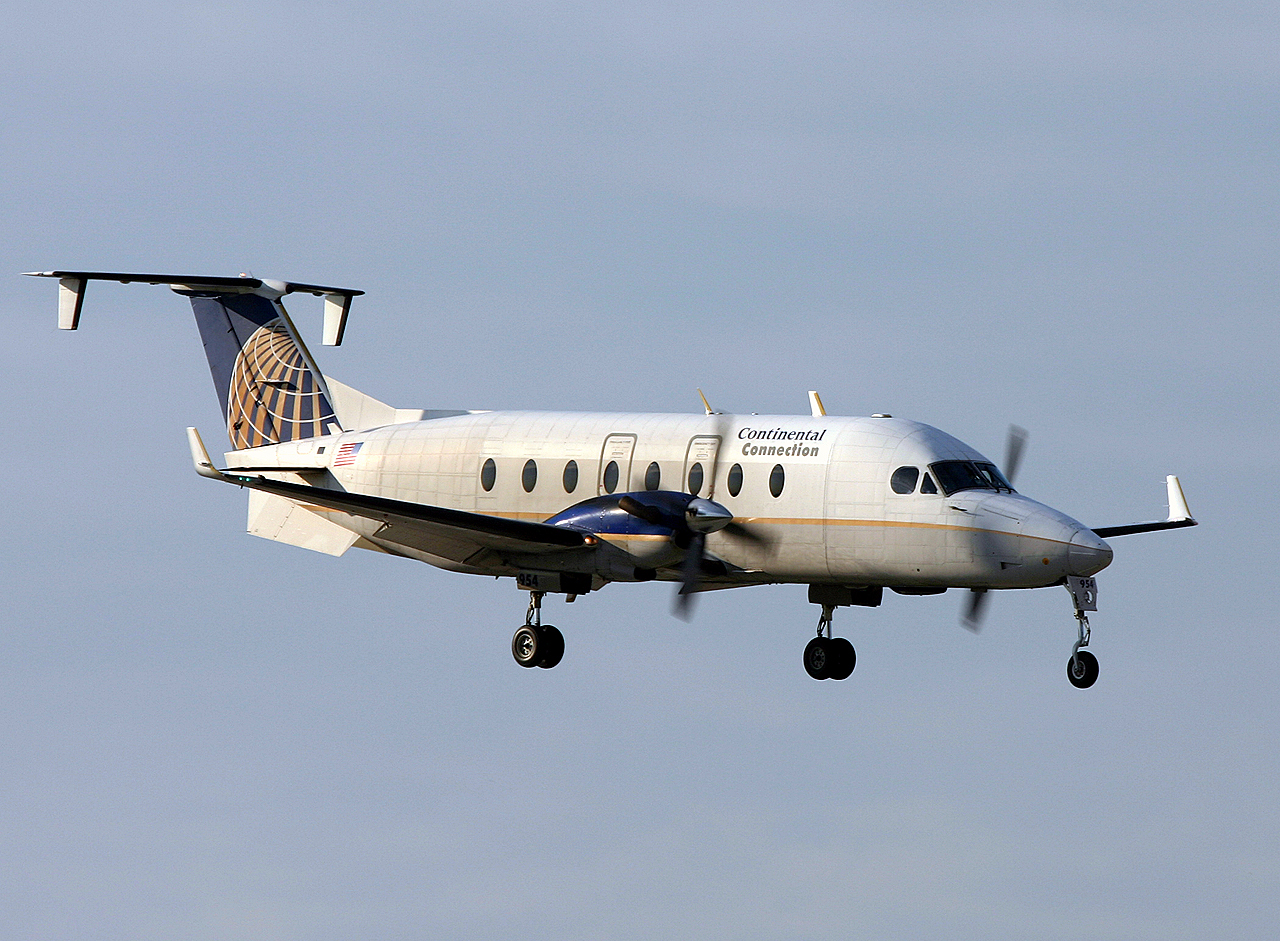
콘티넨탈 커넥션의 비치크라프트 1900 (퇴역)

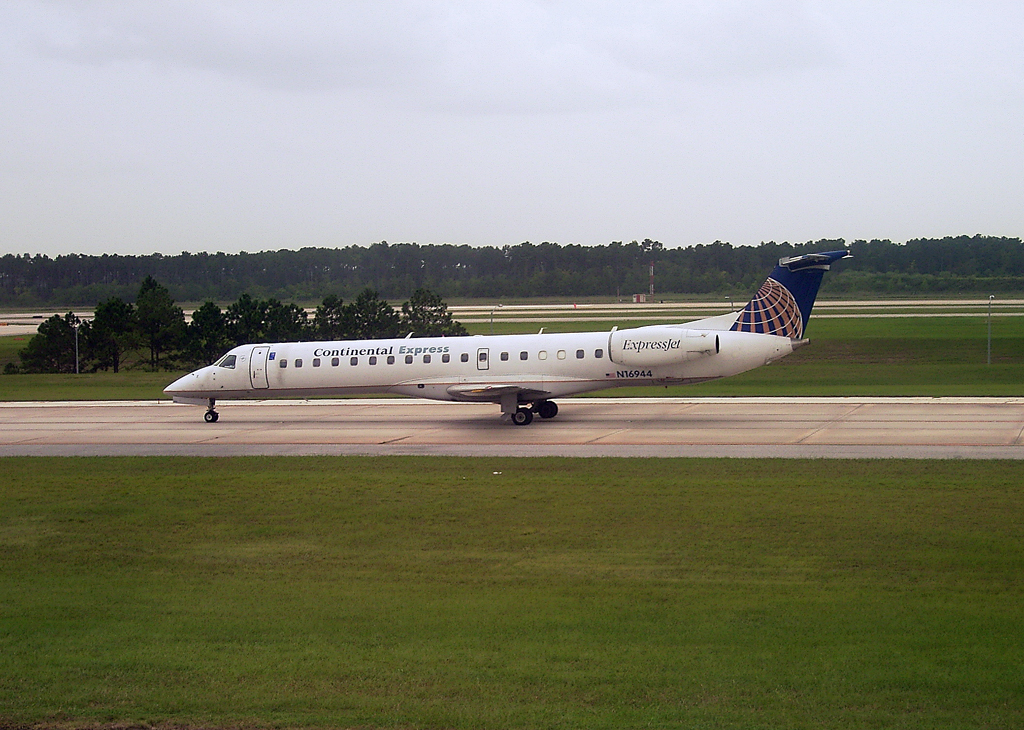
콘티넨탈 익스프레스의 엠브라에르 E-145 (퇴역)

## 사건 및 사고
- 1978년 3월 1일, 콘티넨털 항공 603편 폭발사고 여객기가 이륙직후 폭발해 2명이 사망했다.
- 2008년 12월 20일, 미국 덴버 국제공항을 출발해 조지 부시 인터콘티넨털 공항으로 향하던 콘티넨탈 항공 1404편이 덴버 국제공항에서 이륙 도중 활주로를 이탈하여 화재가 발생해 탑승객 100여명이 긴급 대피하였고 38명의 부상자가 발생한 사고가 일어났다. 아직까지 사고 원인은 밝혀지지 않았다.

## 같이 보기
- 미국의 항공사 목록
- 미국의 없어진 항공사 목록
- 미국의 공항 목록
- 미국의 교통
- 유나이티드 항공
- 노스웨스트 항공

## 사진

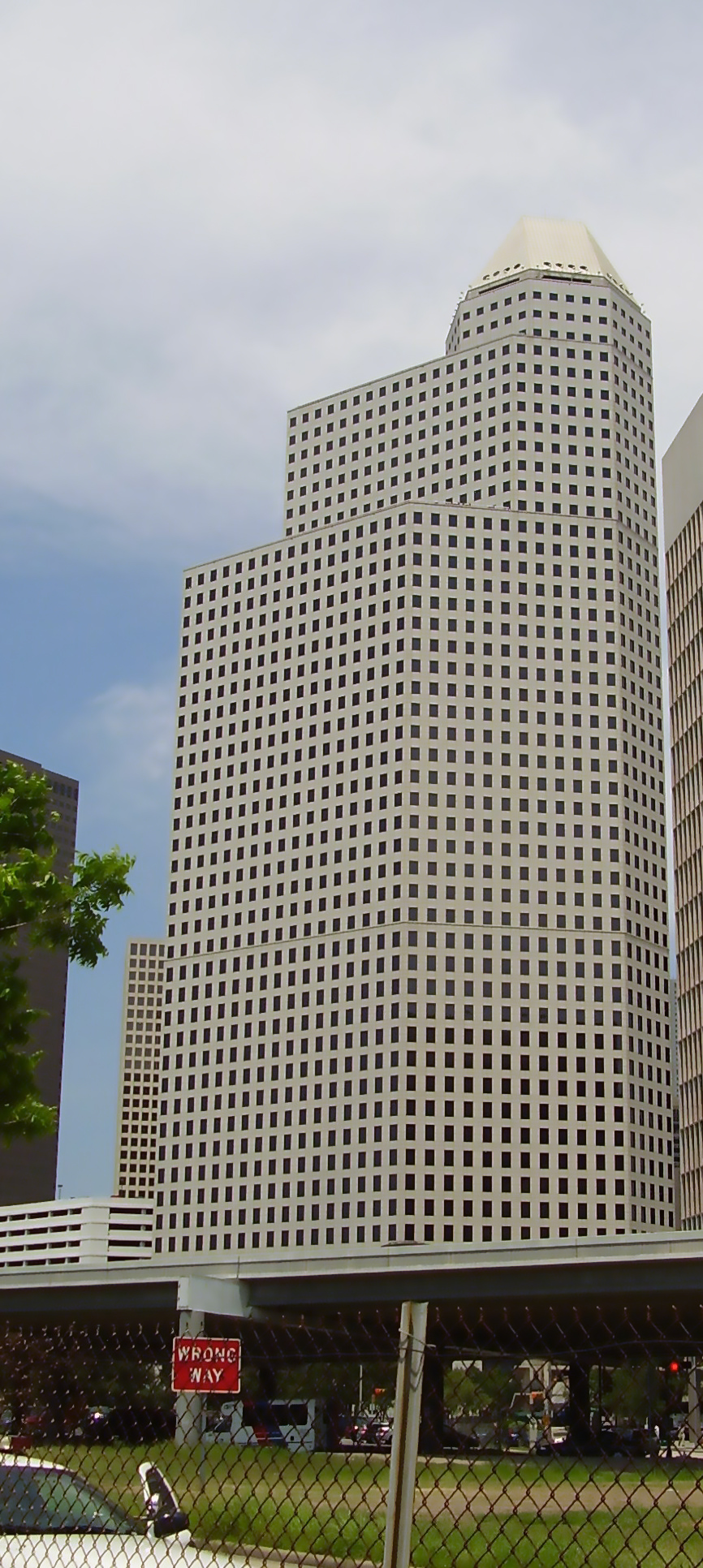
콘티넨탈 항공의 본사
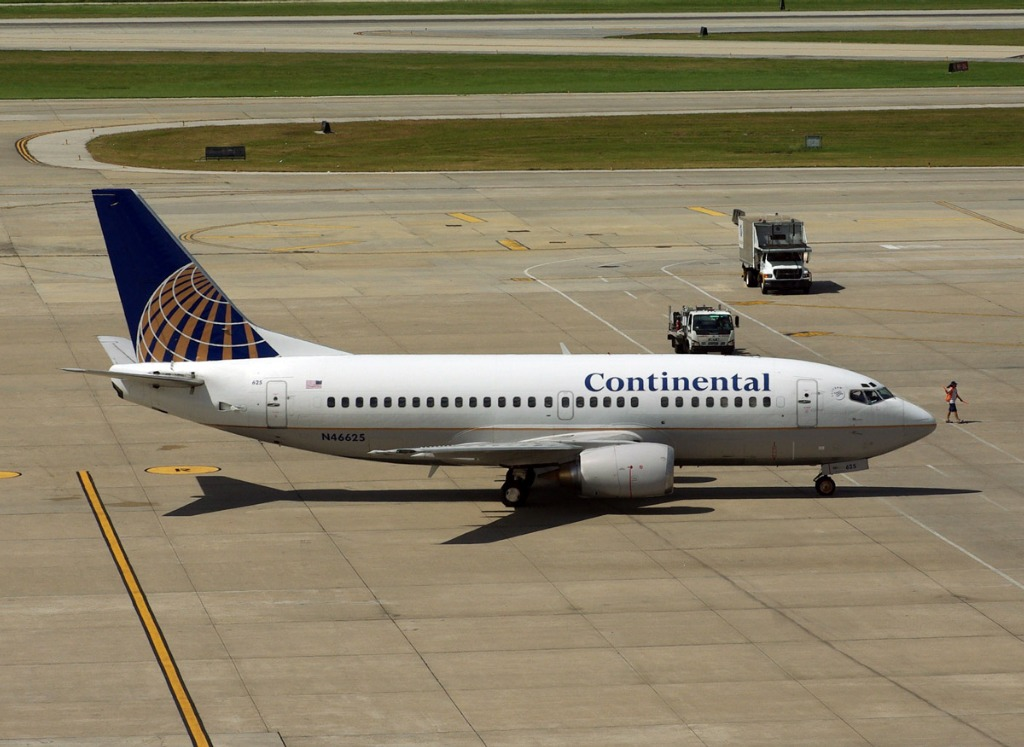
콘티넨탈 항공의 보잉 737-500 (퇴역)
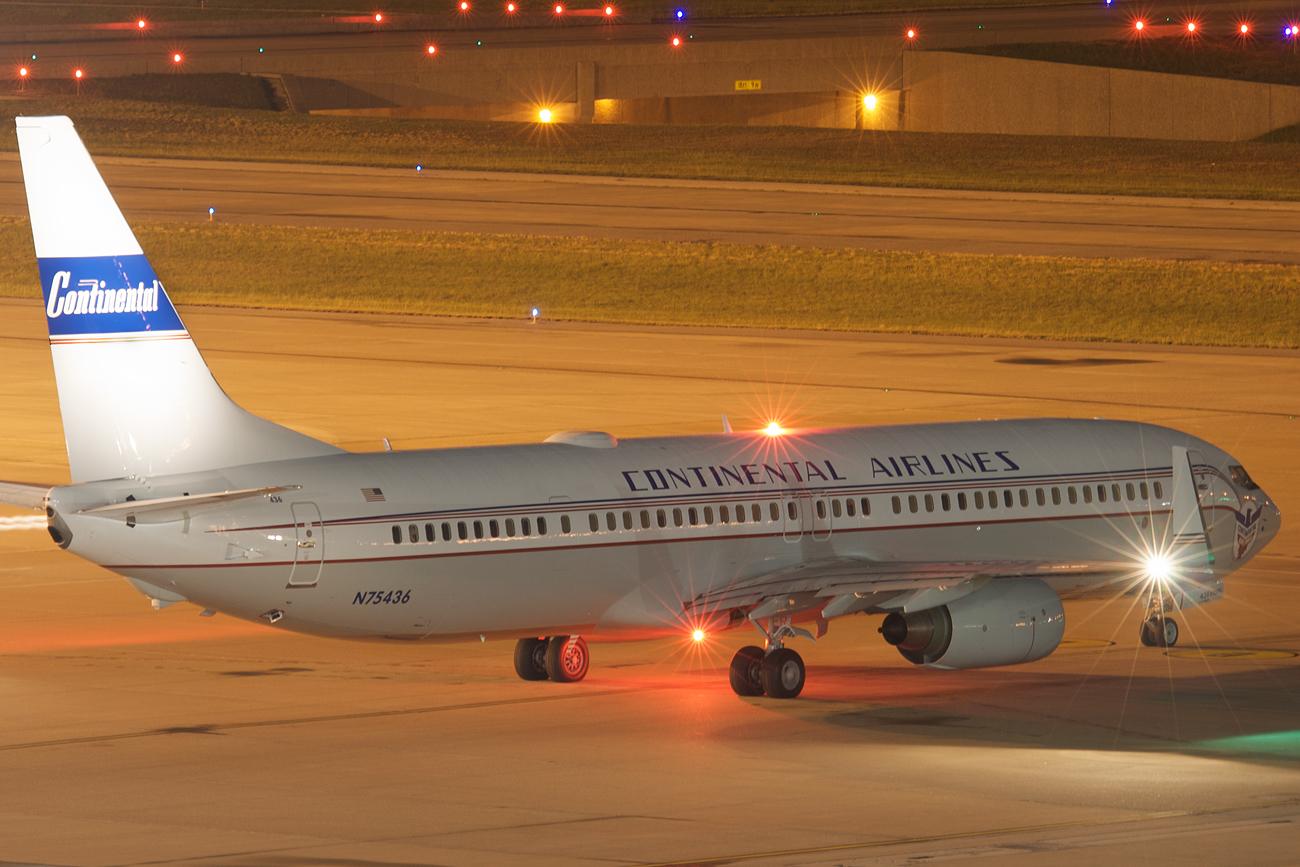
블루 스카이 웨이 도색을 적용한 콘티넨탈 항공의 보잉 737-800 (퇴역)
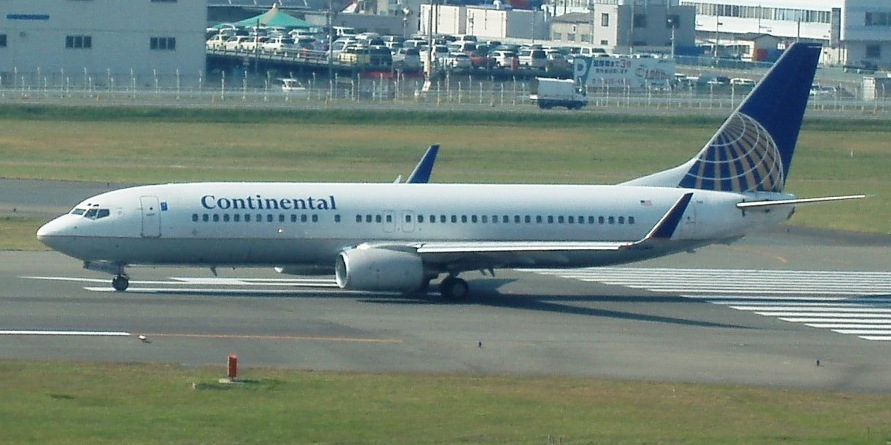
콘티넨탈 항공의 보잉 737-800 (퇴역)
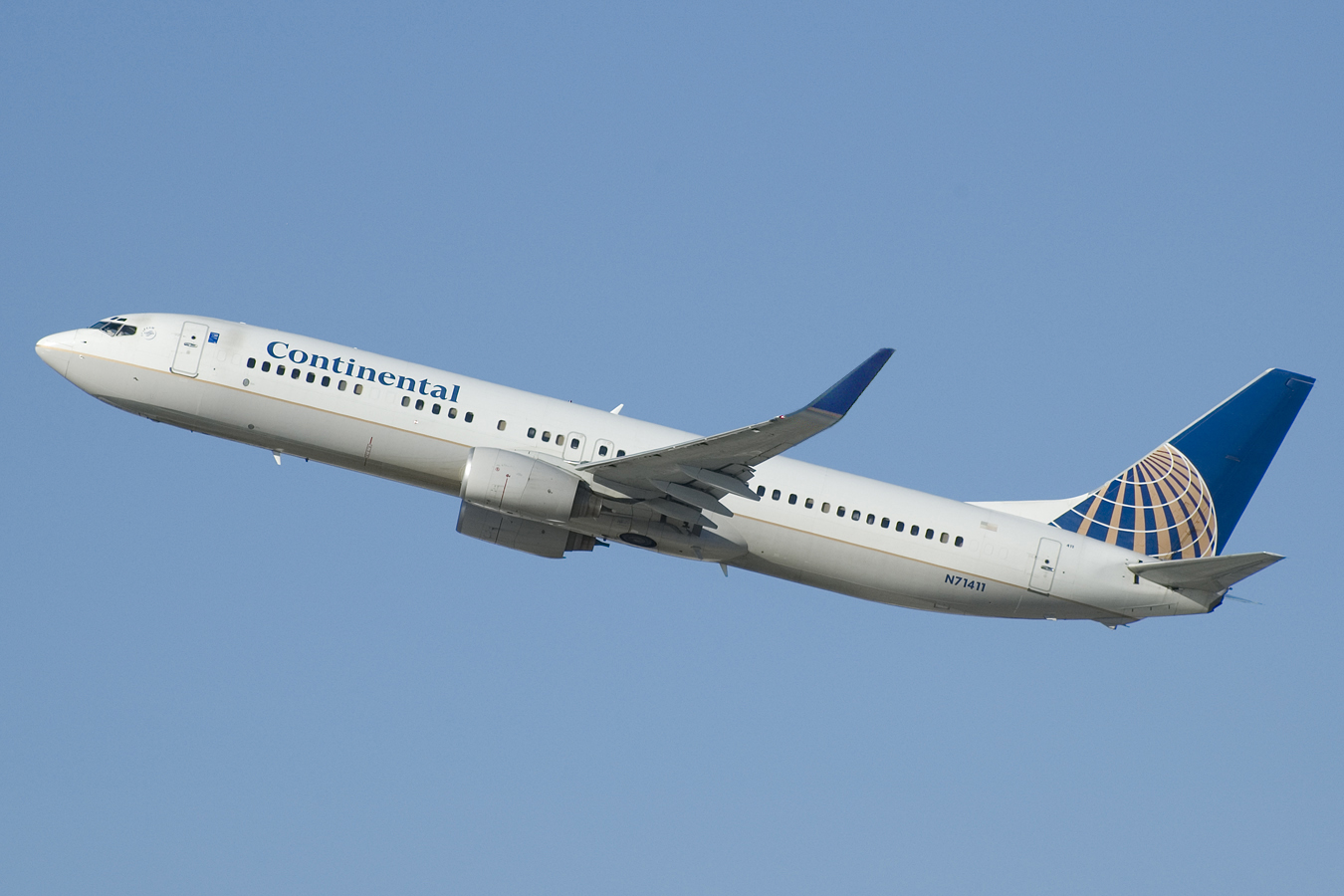
공항에서 이륙하는 콘티넨탈 항공의 보잉 737-900 (퇴역)
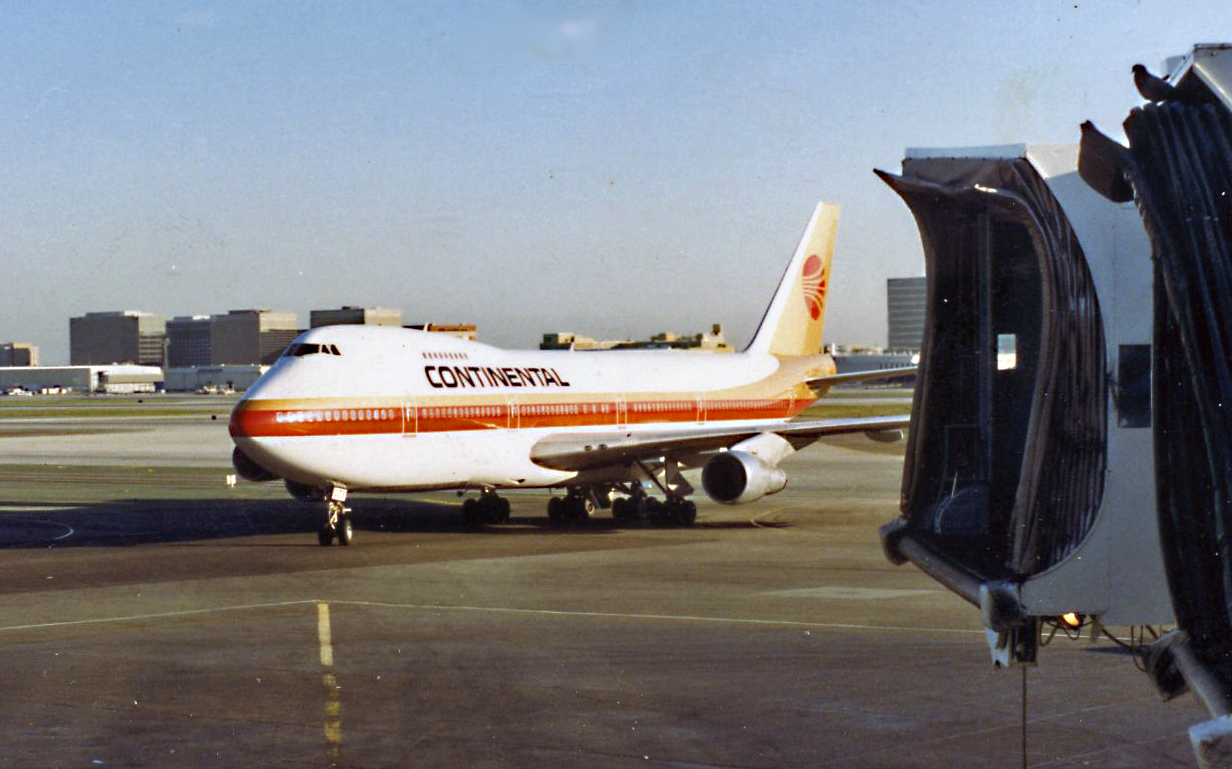
1987년에 찍은 콘티넨탈 항공의 보잉 747-200 구도색 (퇴역)
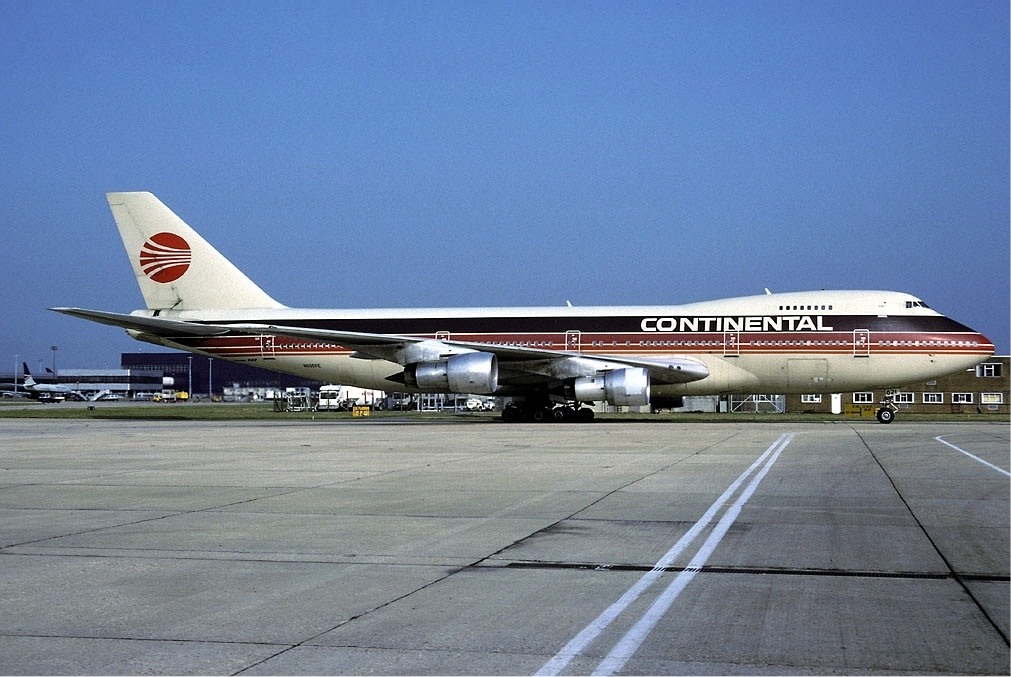
피플 익스프레스 항공과 합병 후 피플 익스프레스 항공 도장을 적용한 콘티넨탈 항공의 보잉 747-200 (퇴역)
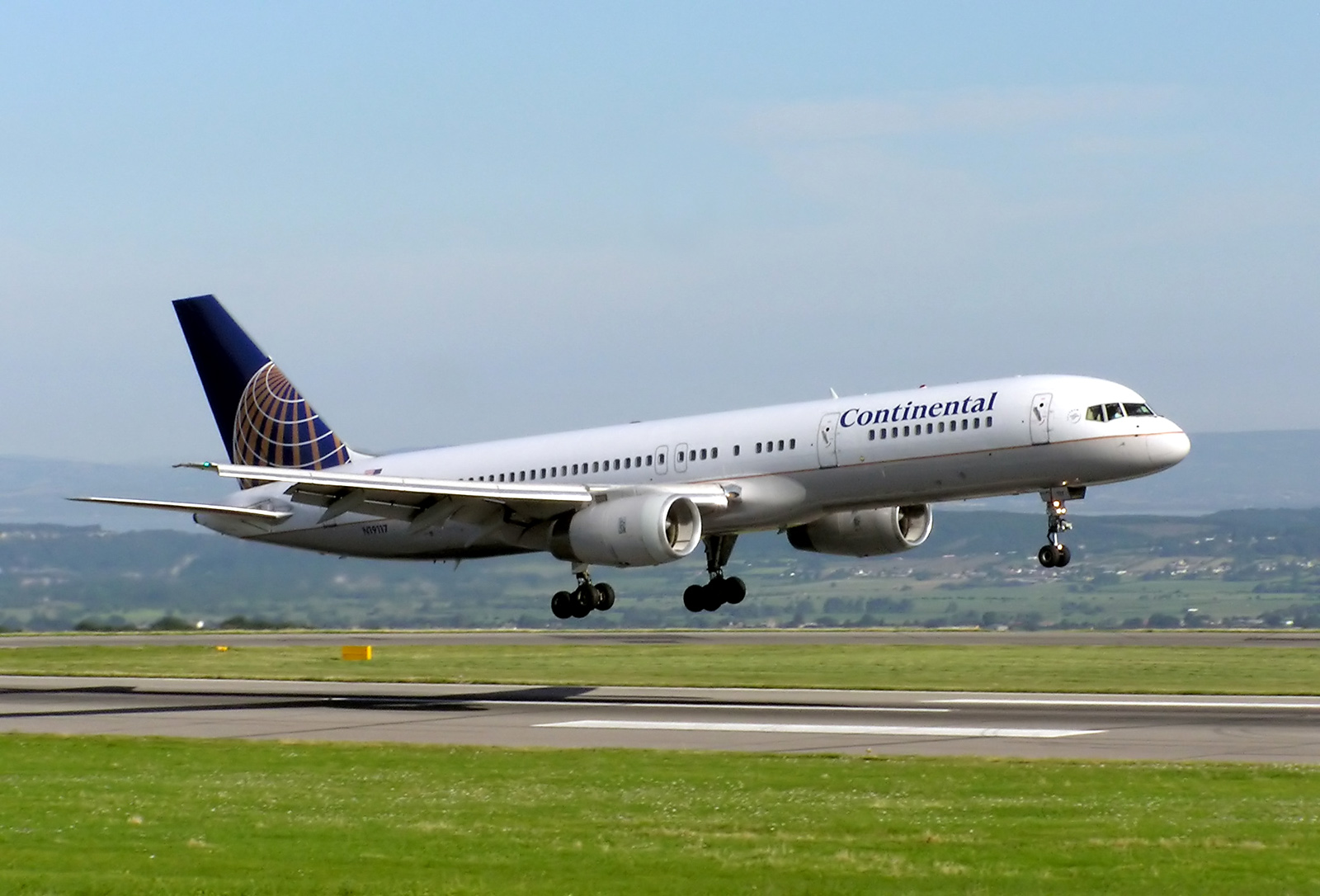
콘티넨탈 항공의 보잉 757-200 (퇴역)
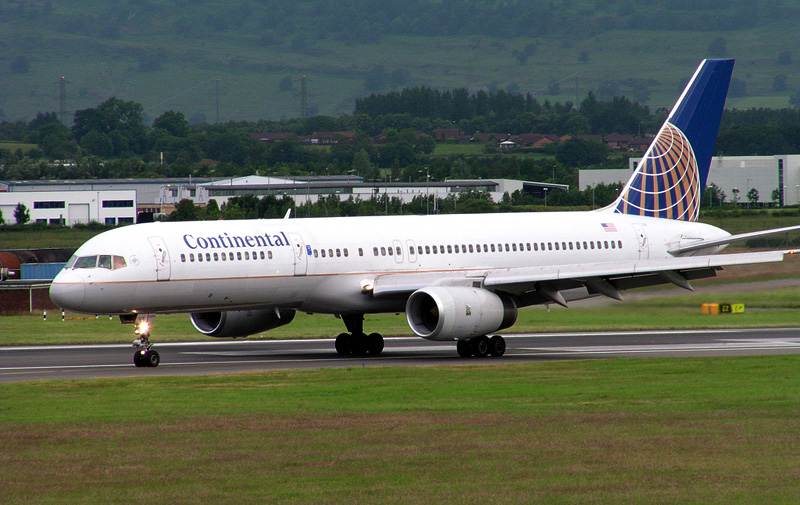
콘티넨탈 항공의 보잉 757-200 (퇴역)
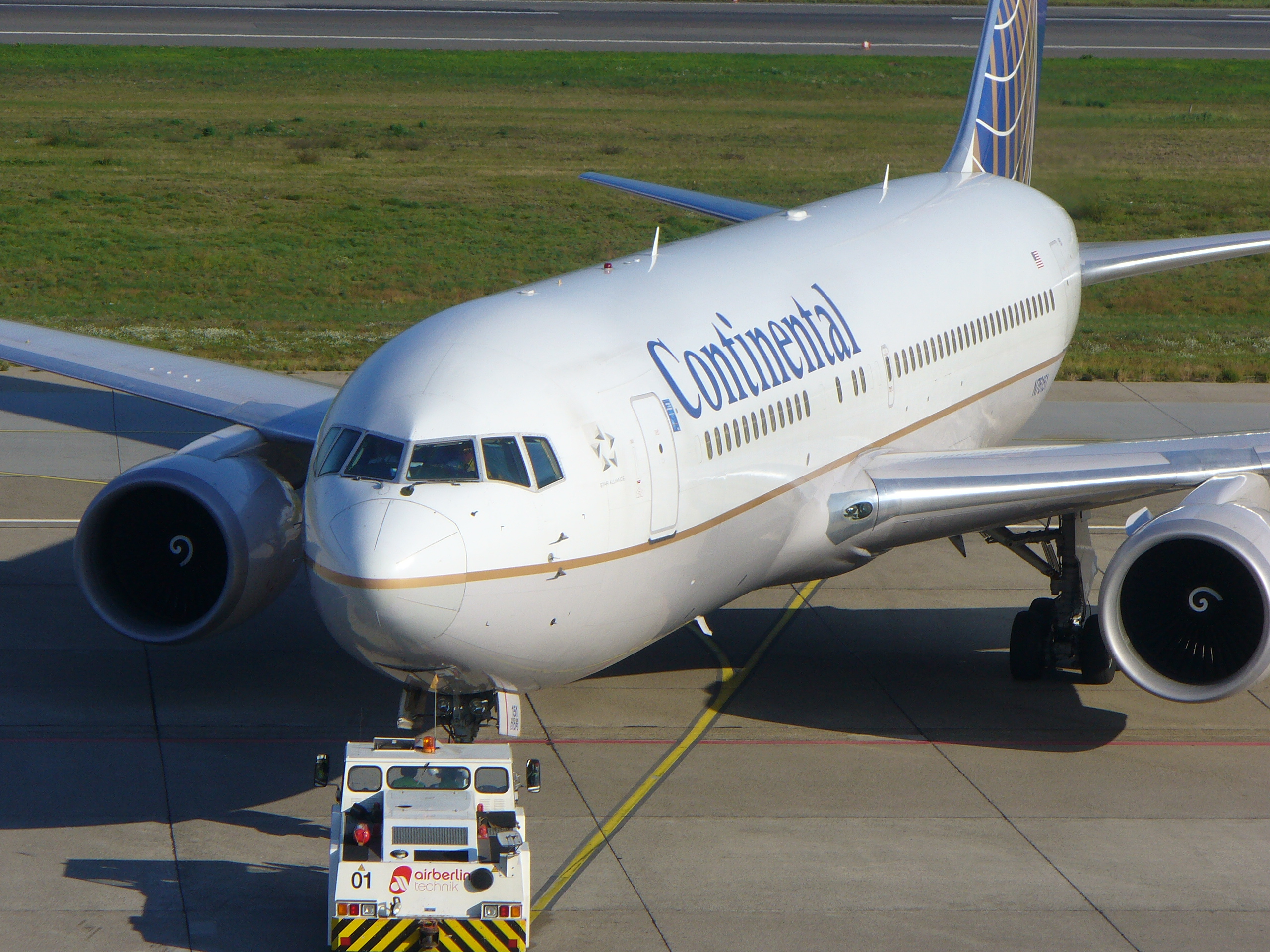
베를린 테겔 국제공항에서 촬영한 콘티넨탈 항공의 보잉 767-200ER (퇴역)
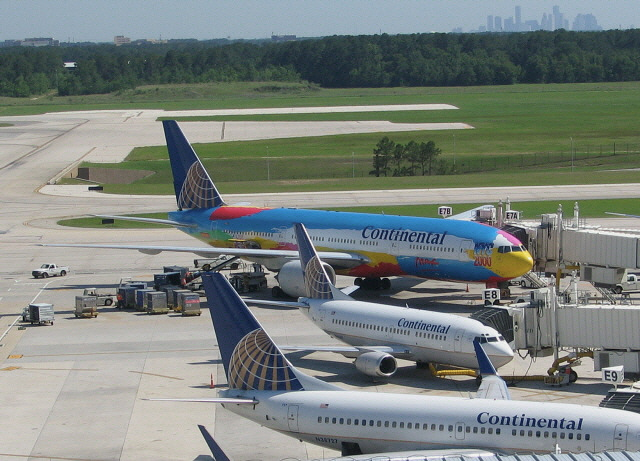
피터맥스 도색을 적용한 콘티넨탈 항공의 보잉 777-200ER (퇴역)
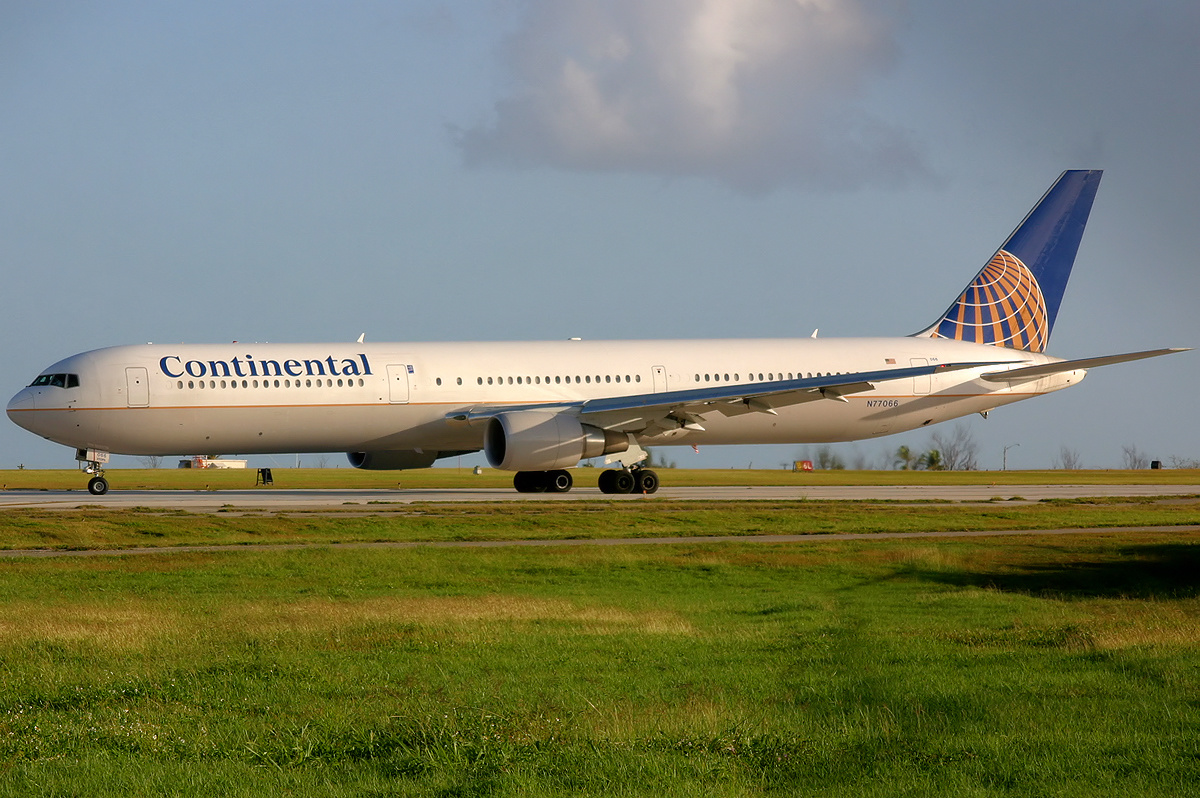
콘티넨탈 항공의 보잉 767-400ER (퇴역)
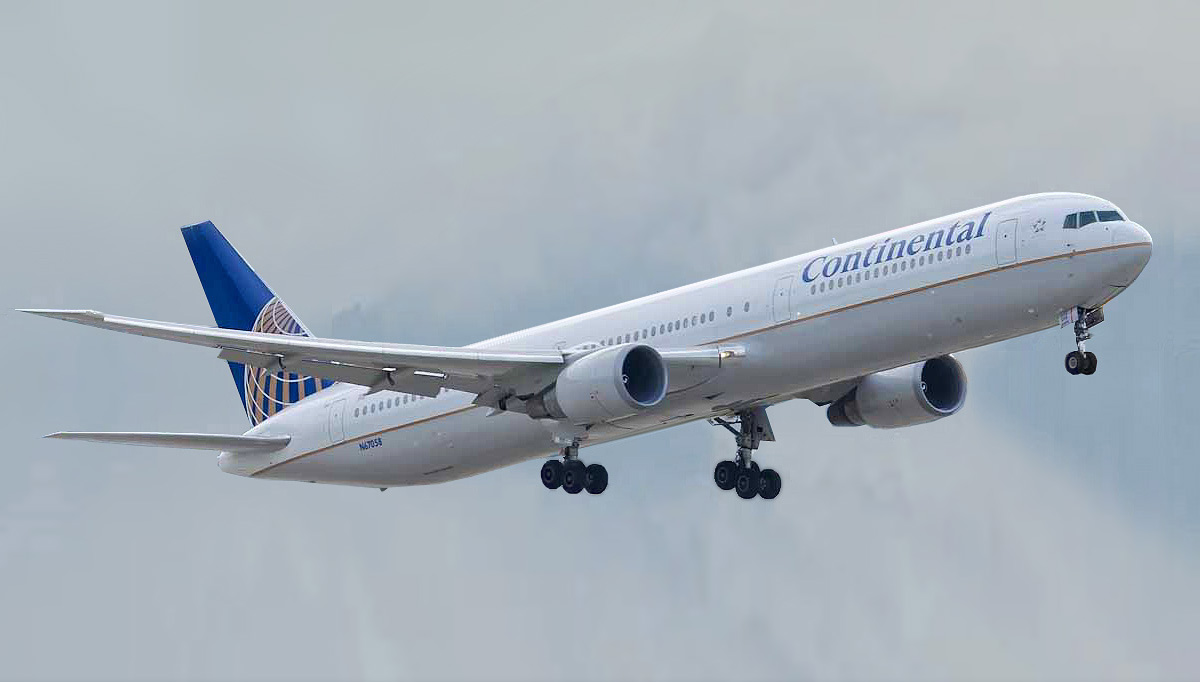
콘티넨탈 항공의 보잉 767-400ER (퇴역)
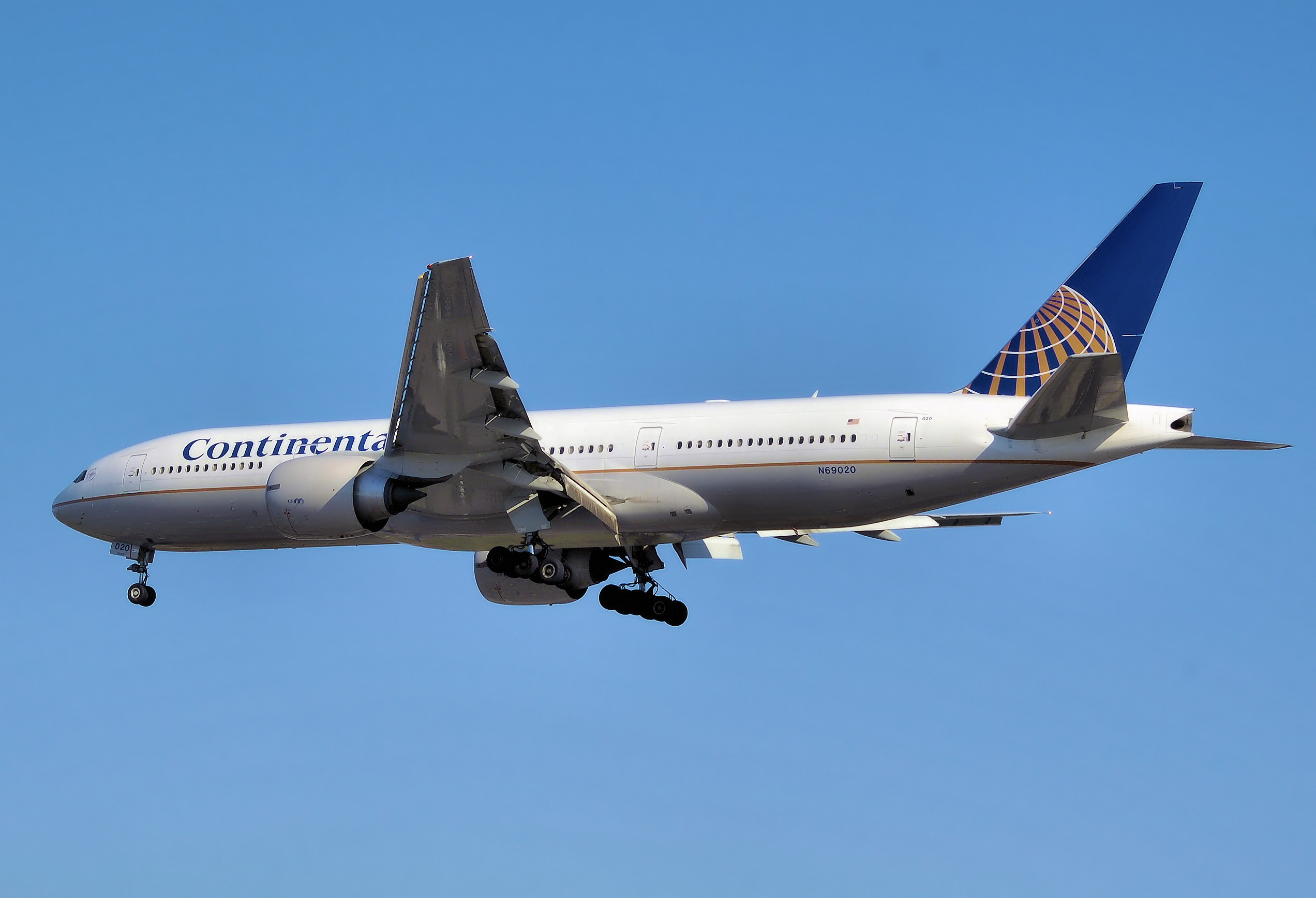
콘티넨탈 항공의 보잉 777-200ER (퇴역)
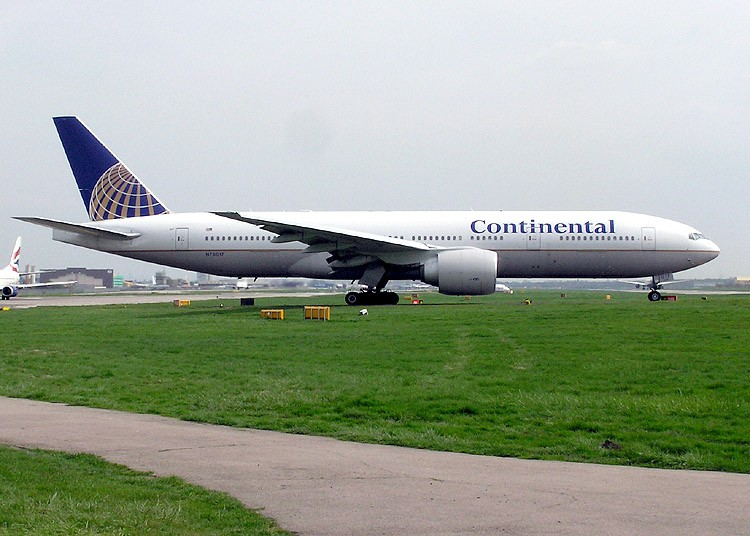
콘티넨탈 항공의 보잉 777-200ER (퇴역)
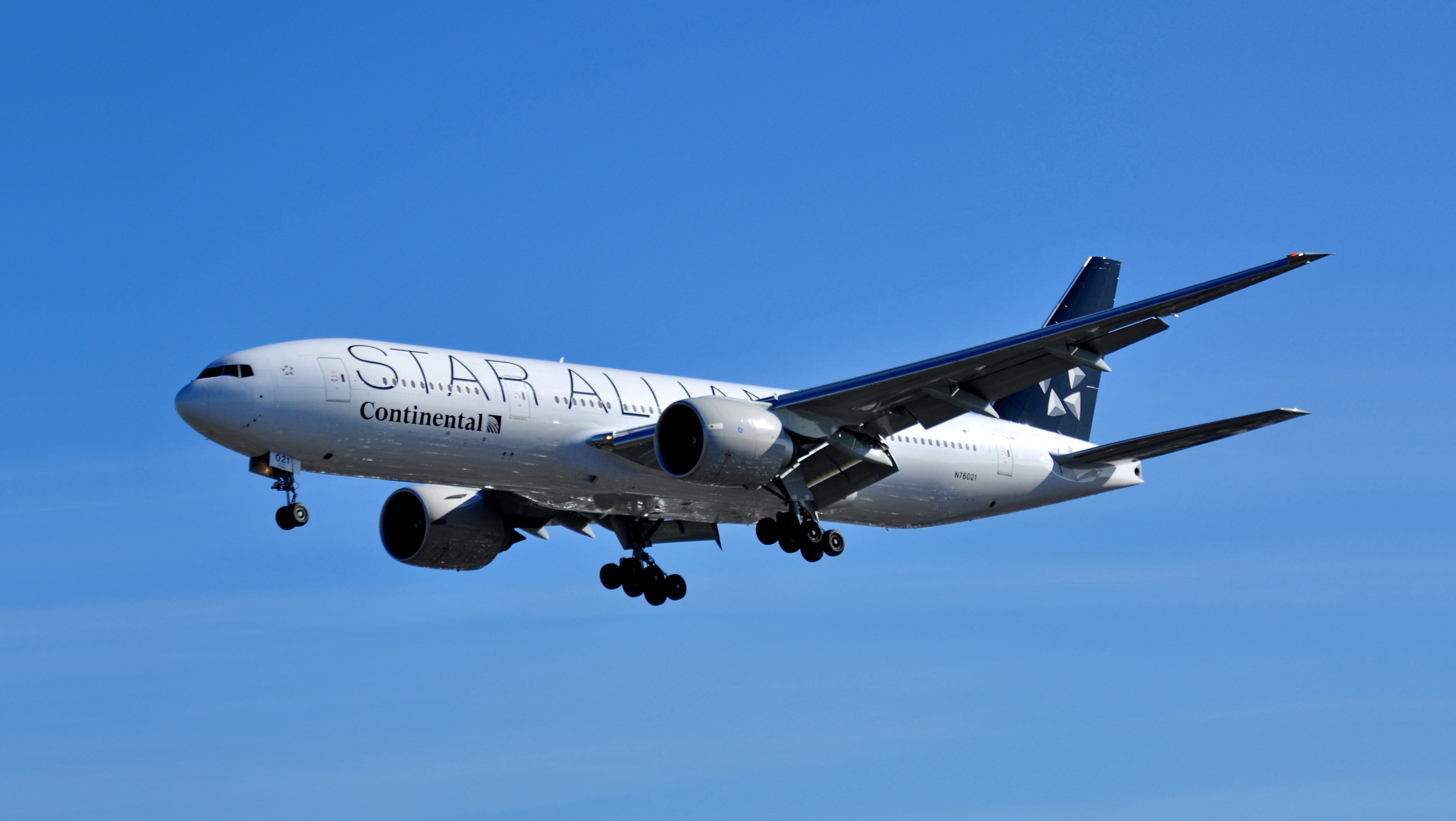
스타 얼라이언스 도색을 적용한 콘티넨탈 항공의 보잉 777-200ER (퇴역)
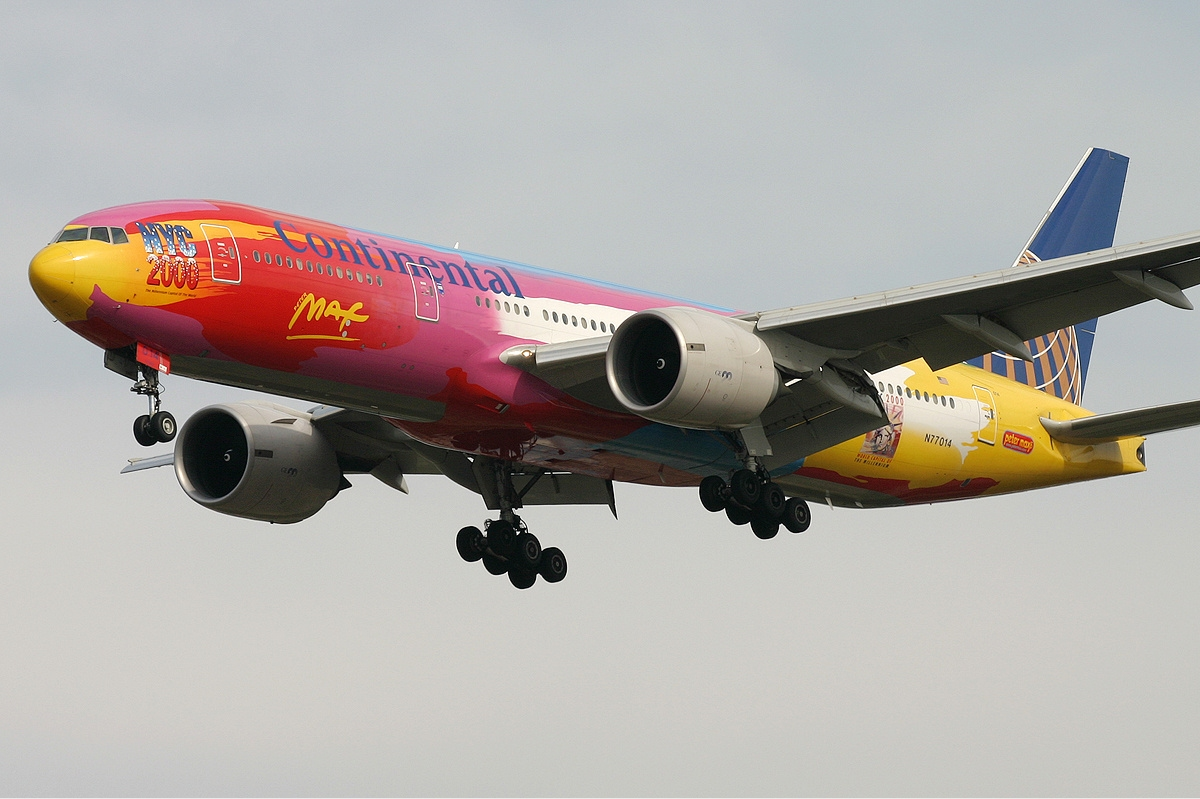
피터맥스 도색을 적용한 콘티넨탈 항공의 보잉 777-200ER (퇴역)
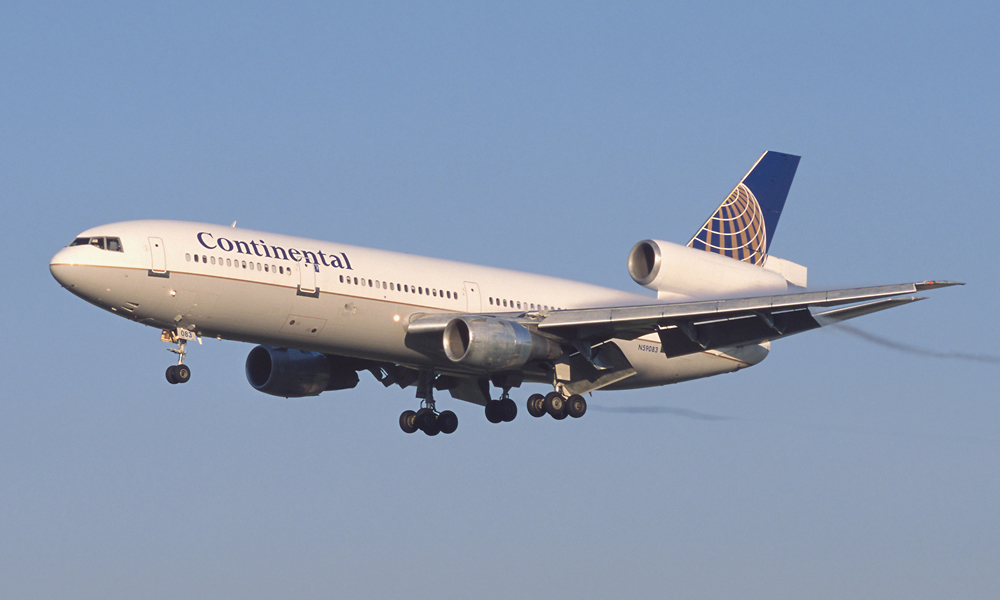
콘티넨탈 항공의 맥도넬더글러스 DC-10 (퇴역)